# پیترو کاوالینی
پیترو کاوالینی (انگلیسی: Pietro Cavallini; ۱ ژانویهٔ ۱۲۴۰ – ۱ ژانویهٔ ۱۳۳۰) نقاش و طراح موزائیک اهل ایتالیا بود.
وی در قرون وسطی در سبک هنر گوتیک به فعالیت می‌پرداخته‌است.

## نگارخانه

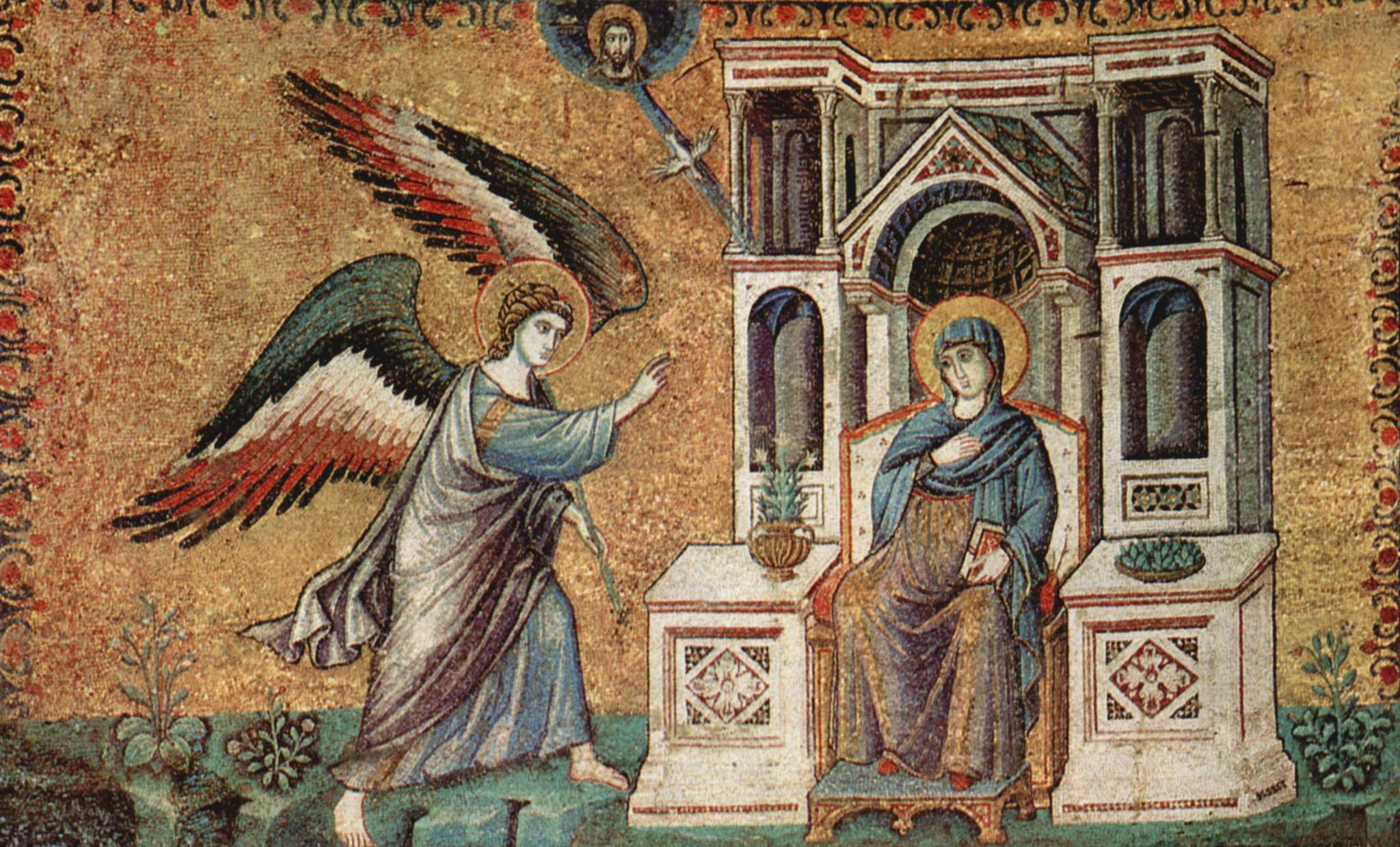
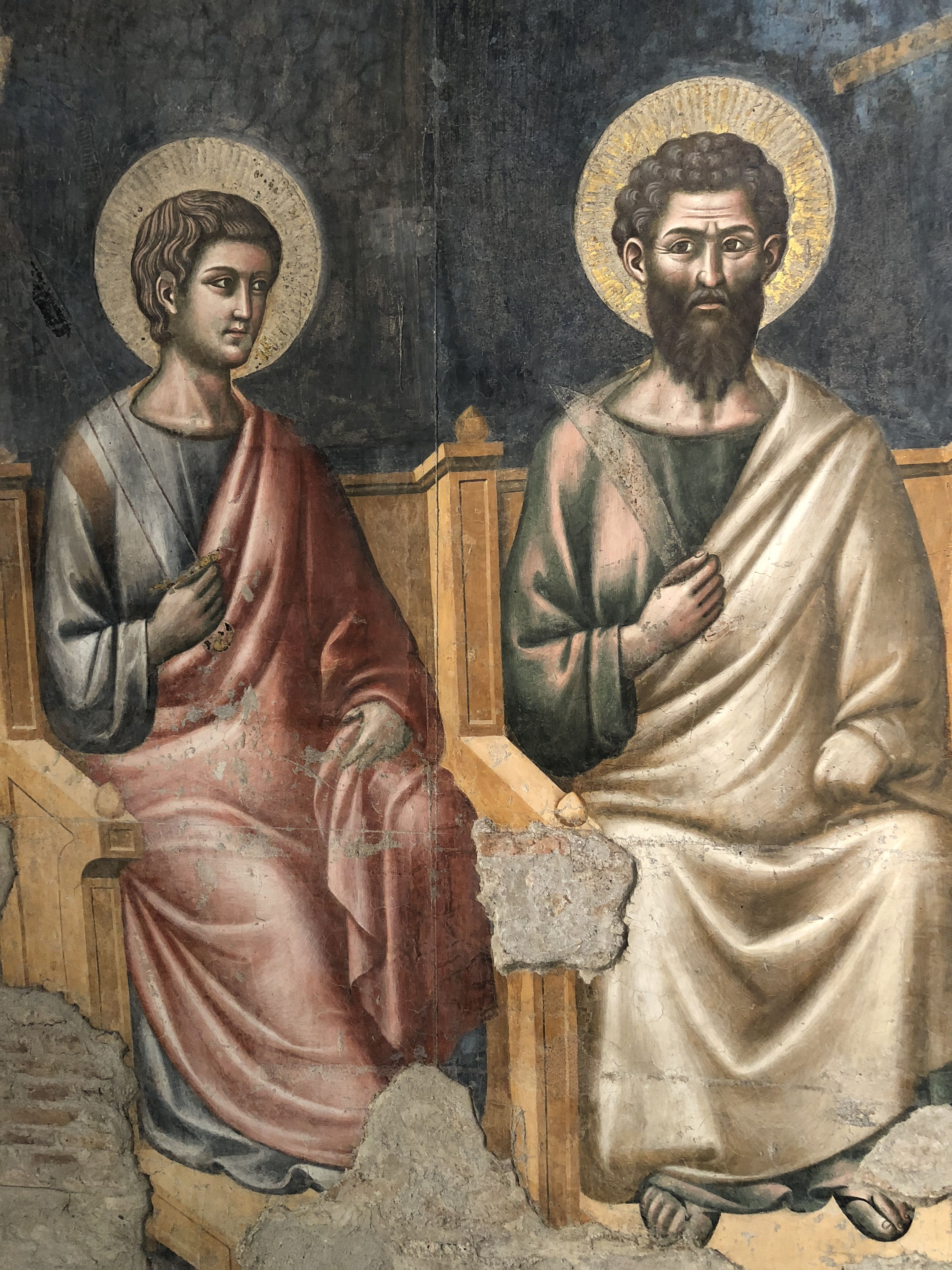
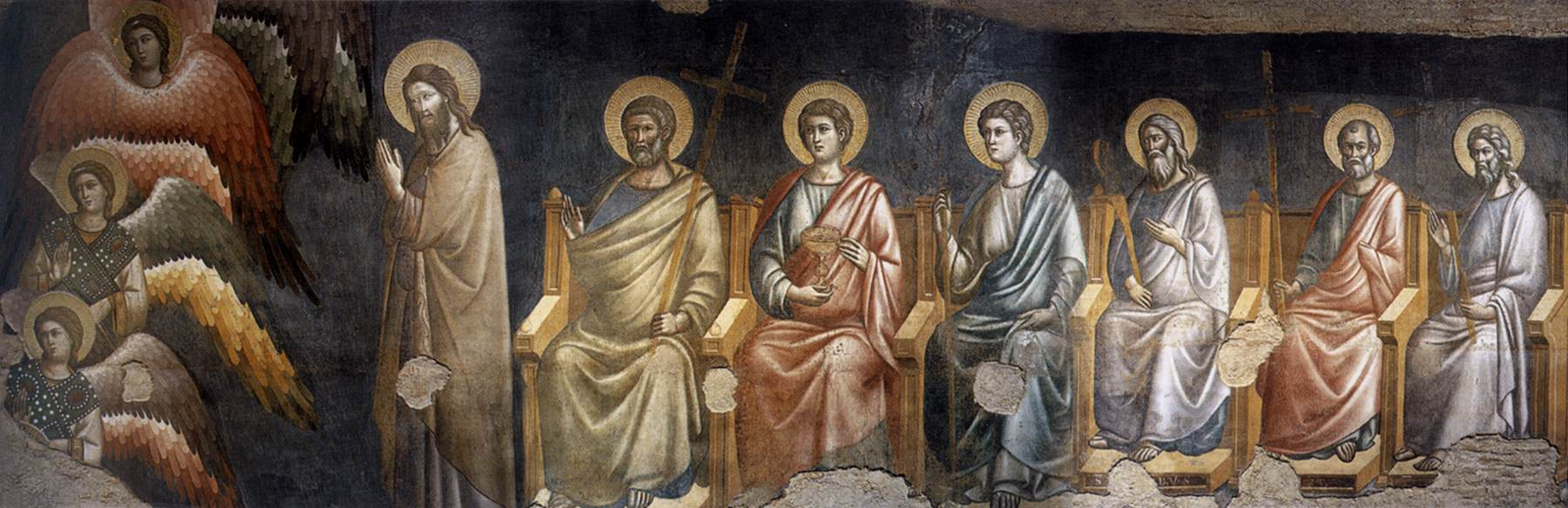